# Siobhain McDonagh
Siobhain Ann McDonagh (née le 20 février 1960) est une femme politique britannique du parti travailliste qui est députée de Mitcham et Morden depuis 1997. Elle est whip adjointe du gouvernement travailliste, mais est limogée à la suite de commentaires appelant à remplacer le premier ministre Gordon Brown.

## Jeunesse
McDonagh est une catholique d'origine irlandaise. Elle fait ses études à la Holy Cross School de New Malden et étudie ensuite la politique à l'Université de l'Essex. 
Elle est employée de bureau pour le DHSS de 1981 à 1983, réceptionniste au Wandsworth Homeless Persons Unit de 1984 à 1986 et conseillère en logement de 1986 à 1988. Avant d'être élue au Parlement, elle travaille comme directrice du développement pour Battersea Church Housing Trust de 1988 à 1997. Elle est également conseillère du Borough londonien de Merton pour le quartier Colliers Wood entre 1982 et 1998, présidant le comité du logement entre 1990 et 1995, contribuant à la reconstruction du domaine de Phipps Bridge. 

## Carrière parlementaire
McDonagh est élue pour la première fois aux élections de 1997 pour le parti travailliste, après avoir été sélectionné par une liste restreinte de femmes, battant la sortante conservatrice, Dame Angela Rumbold, face à qui elle avait perdu aux élections générales de 1987 et 1992. 
Après les élections de 2001, le premier ministre Tony Blair propose à McDonagh le poste de sous-secrétaire d'État parlementaire aux Communautés. Elle décline l'offre et est restée député d'arrière-ban. Après les élections générales de mai 2005, elle est Secrétaire parlementaire privé auprès de John Reid alors qu'il est secrétaire d'État à la Défense et de mai 2006 à juin 2007, secrétaire d'État au ministère de l'Intérieur. Elle est nommée au poste de whip adjoint en juin 2007 dans le cadre du remaniement provoqué par la nomination de Gordon Brown comme premier ministre. 
Le 12 septembre 2008, McDonagh devient le premier membre du gouvernement à appeler à une élection à la direction, ce qui provoque son renvoi de son poste gouvernemental.
En juin 2015, McDonagh soutient Liz Kendall, considérée comme la candidate blairite, à la direction du Parti travailliste et Owen Smith dans la tentative ratée de remplacer Jeremy Corbyn lors de l'Élection à la direction du Parti travailliste britannique de 2016. 
En 2018, McDonagh soutient le député travailliste Chris Leslie lorsqu'il fait face à une Motion de censure de son CLP, un vote qu'il a ensuite perdu. 
McDonagh soutient Jess Phillips lors de l'élection à la direction du Parti travailliste de 2020. 
En mars 2003, McDonagh vote en faveur de l'entrée en Guerre d'Irak. Elle a toujours voté contre toute enquête sur la guerre en Irak. 
En décembre 2015, elle fait partie de la minorité de députés travaillistes qui votent en faveur de l'extension des frappes aériennes militaires britanniques contre l'EIIL en Syrie. Elle a écrit que c'était une décision « difficile à prendre ».[source insuffisante]

## Vie privée
McDonagh vit à Colliers Wood dans sa circonscription avec sa sœur Margaret McDonagh, qui est secrétaire générale du Parti travailliste entre 1998 et 2001, pendant le mandat de premier ministre de Tony Blair. 
Elle est une marraine de Leap Forward Employment - une société d'intérêt communautaire aujourd'hui disparue qui a trouvé du travail pour les adultes ayant des problèmes de santé mentale. 